# بهراد توکلی
بهراد توکلی (زادهٔ ۱۳۵۱ در تهران) موسیقی‌دان، نوازندهٔ سه‌تار، آهنگساز و منتقد موسیقی اهل ایران است.

## زندگی هنری
بهراد توکلی در سال ۱۳۵۱ در تهران متولد شد. او نواختن سه‌تار را تحت نظر مسعود شعاری فراگرفت و به تحصیل موسیقی در دانشگاه هنر تهران پرداخت. او مدیر و از مؤسسان «گروه موسیقی خورشید» به سرپرستی مجید درخشانی بوده است. بهراد توکلی کنسرت‌های متعددی در داخل و خارج از کشور برگزار نموده که مورد نقد روزنامه‌های عمومی و نشریات اختصاصی موسیقی قرار گرفته است. او از شاگردان محمدرضا لطفی و مدیر برنامه‌های او بوده است. از دیگر استادان او می‌توان به هنرمندانی نظیر: شاپور رحیمی، مظفر شفیعی، شریف لطفی، وحید عسگریان، بهنام وادانی و بهروز همتی اشاره نمود. وی عضو شورای نویسندگان ماه‌نامه تخصصی موسیقی فرهنگ و آهنگ بوده و بیش از سی مقاله از وی در نشریات تخصصی موسیقی از جمله کتاب سال شیدا منتشر شده است.
توکلی نظریه رفتارشناسی در آنالیز ردیف موسیقی ایران را تدوین نموده است. او به دنبال احضار و فشارهای نیروهای امنیتی مجبور به ترک ایران شد و به آمریکا مهاجرت نمود.